# Woskowice Górne
Woskowice Górne (do 1945 Hennersdorf) – wieś w Polsce położona w województwie opolskim, w powiecie namysłowskim, w gminie Domaszowice.
| SIMC    | Nazwa  | Rodzaj     |
| ------- | ------ | ---------- |
| 0493706 | Świbne | przysiółek |

W latach 1975–1998 miejscowość administracyjnie należała do ówczesnego województwa opolskiego.